# Društvo za pravice invalidov Slovenije
Društvo za pravice invalidov Slovenije (Drupis) je društvo, katerega cilj je uresničiti Mednarodno konvencijo o pravicah invalidov v zakonodaji in praksi ter zastopati invalide pri uveljavljanju njihovih pravic v individualnih in kolektivnih postopkih. Društvo je bilo ustanovljeno leta 2012.
Drupis je sodeloval pred Vrhovnim sodiščem in Ustavnim sodiščem v postopkih za večjo dostopnost stavb in glasovanja pri volitvah. V odločbi U-I-156/11 je Ustavno sodišče ugotovilo protiustavnost volilne zakonodaje zaradi nedostopnosti volišč. Društvo je sprožilo s skupino invalidov nov postopek, saj tudi spremembe zakona naj ne bi uresničile zahtev konvencije in ustave. Ustavno sodišče je na predlog društva februarja 2019 sprejelo oceno ustavnosti Zakona o volitvah v Državni zbor v absolutno prednostno obravnavo.
Društvo se je pred evropskimi volitvami maja 2019 v sodelovanju z zvezo Sonček zavzemalo za odpravo odvzema volilne pravice osebam z intelektualno invalidnostjo. Ustavno sodišče je pobude za oceno ustavnosti določb o odvzemu volilne pravice invalidom zavrglo.
Pri Odboru ministrov pri Svetu Evrope sodeluje v postopku, ki ga odbor vodi proti Sloveniji zaradi neizvajanja javnih obravnav na slovenskih sodiščih. Predloge, ki jih je društvo poslalo Svetu Evrope, je sopodpisalo šest univerzitetnih profesorjev z Univerze na Primorskem, Univerze v Mariboru in Nove Univerze. Slovenske oblasti so na predlog odgovorile s predlogom ukrepov. Do začetka leta 2020 Odbor ministrov o zadevi še ni odločil.
Društvo je novembra 2019 sprožilo zoper Republiko Slovenijo postopek mirne rešitve spora zaradi nedostopnosti volišč in glasovanja pri volitvah. Predlaga, da Slovenija vsakemu slepemu ali uporabniku invalidskega vozička, teh naj bi bilo 18.000, izplača odškodnino v višini 3.000 evrov, v nasprotnem primeru bo zoper državo vložilo skupinsko tožbo. Drupis je kot stranski udeleženec sodeloval pri postopku Evropskega sodišča za človekove pravice v zadevah Toplak in Mrak proti Sloveniji, ki je tekel zaradi nedostopnosti volišč. ESČP je razsodilo, da je Slovenija kršila pravico tožnikov do pravnega sredstva, ni pa ugotovilo diskriminacije pri prilagoditvi stavb in volišč. Društvo sta zastopala profesor prava Jurij Toplak in odvetnik Slavko Vesenjak.
Predsednik Društva za pravice invalidov Slovenije je Sebastjan Kamenik, kulturnik, glavni urednik osrednjega slovenskega časopisa za slepe Obzorje, avtor zbirke pesmi in organizator kulturnih ter strokovnih dogodkov, v preteklosti pa radijski voditelj in voditelj prireditev.